# Warner De Beuckelaer
Louis Charles De Beuckelaer, en religion Warner (Anvers, 2 juin 1899 - Zelzate, 15 mars 1984) fut le septième supérieur général des Frères de la charité de Gand.

## Biographie
De Beuckelaer était le fils de Louis De Beuckelaer et de Maria Smolders. La mort précoce de son père fit qu'il fut éduqué auprès de membres de la famille à Hasselt. Il y fit ses classes primaires auprès des Frères de la charité. En 1912 il poursuivit ses études auprès du juvénat à Hasselt et à partir de 1914 au juvénat de Gand. 
Le 8 juin 1917 il entra dans la Congrégation des Frères de la charité et prononça ses vœux temporaires en 1918. Il les prolonge d'année en année et prononça ses vœux perpétuels en 1923. Entre-temps il avait obtenu en 1919 son diplôme d'instituteur et en 1923 celui de régent.
Il devint instituteur à Gand et ensuite à Zwijnaarde. En 1935 il fut nommé responsable pour la formation des jeunes frères. En 1937 il fut nommé directeur de l'école normale de Zwijnaarde et en 1942 supérieur de la communauté religieuse de l'école. En 1944 l'occupant l'emprisonna pendant plusieurs semaines, De Beuckelaer refusant de remettre la liste des anciens élèves.

## Supérieur général
Au mois d'avril 1946 Warner De Beuckelaer fut élu supérieur général de la congrégation. La reconstruction de tout ce qui avait été démoli au cours de la guerre, fut sa première mission. Il se préoccupa surtout de la meilleure gestion des institutions existantes et de l'amélioration du niveau intellectuel des frères. Leur vie religieuse lui tenait également à cœur. Les règles devaient certes être respectées au mieux, mais il se mit à les assouplir. Enfin, le recrutement recevait toute son attention. Au cours de son supériorat le nombre de frères resta égal, malgré les aléas consécutifs à la guerre.
Sa faible constitution le décida, après douze ans de mandat, de ne plus solliciter un nouveau prolongement.

## Littérature
- Koenraad Reichgelt, Broeder Warner De Beuckelaer, dans: Helpende Handen.
- René Stockman, Liefde in actie, Louvain, 2007